# 下議院現代化專責委員會
下議院現代化專責委員會（英語：Select Committee on the Modernisation of the House of Commons）是英國下議院一個臨時性的專責委員會，曾在1997年、2001年和2005年成立。2010年英國大選后，英國政府決定不再組織此一委員會。
下議院現代化委員會首次成立於1997年6月4日，旨在「思考哪些程序應被現代化，並提出建議」。它由15名下議院議員組成，並由下議院領袖親自擔任委員會主席。此後又於2001年7月16日與2005年7月13日再度組織。